# Sylvie Durbec
 (avril 2023).
Si vous disposez d'ouvrages ou d'articles de référence ou si vous connaissez des sites web de qualité traitant du thème abordé ici, merci de compléter l'article en donnant les références utiles à sa vérifiabilité et en les liant à la section « Notes et références ».
Pour les articles homonymes, voir Durbec.
Sylvie Durbec est une poète et écrivaine française née le 10 avril 1952 à Marseille.

## Biographie
Après ses études à Aix-en-Provence, Sylvie Durbec est devenue professeur de lettres jusqu'en 2006.
Elle écrit depuis plusieurs années (poésie, théâtre, littérature jeunesse, romans). Elle a publié des albums jeunesse (éditions Grandir), et elle publie en août 2008 un ensemble de textes en hommage à Winfried Georg Sebald (écrivain allemand dont l’œuvre a nourri ses réflexions sur l’écriture et la mémoire). Elle expose également son travail plastique.
Elle est lauréate du Prix Jean Follain 2008 pour son ouvrage Marseille éclats et quartiers. Marseille est en effet centrale dans sa vie et occupe une place importante dans sa poésie.
Après un grave accident en 2006, Sylvie Durbec déclare dans Le Monde du 14 août 2008 : « Les livres m’ont sauvée… Quand on est cloué au lit pendant plusieurs semaines à souffrir le martyre, même si on est très entouré, on est au fond très seul. Car pour les autres – et c’est normal – la vie continue. Dans des moments pareils, on se rend compte qu’il n’y a que la lecture pour habiter cette solitude. »
À la suite de cet accident, Sylvie Durbec s’est retirée de l’enseignement et elle est ensuite « libraire au milieu des champs » près d’Avignon, dans un vieux moulin qu’elle habitait avec son mari jusqu'en 2021. 
Prendre place, une écriture de Brenne, publié en 2011 aux éditions Collodion est le résultat d'un travail de résidence en 2009. Dans cet ouvrage, elle évoque le camp de triage de Douadic en Brenne  pendant la Seconde Guerre mondiale. Dans cette région d'étangs, la présence des oiseaux a accompagné l'écriture.  S'y montre aussi l’influence du peintre Chaïm Soutine qui depuis longtemps requiert son attention.

## Œuvre
Poésie
- Les Nuits de Vollezele, les Jours de Flandre, Cousu Main éd., 2005
- 3, Cousu Main ed., 2006
- Marseille éclats et quartiers, édition Jacques Brémond, 2008[5] Prix Jean Follain[2] 2008
- Comme un jardin, (BLEU), édition potentille, 2009
- Prendre place, une écriture de Brenne, édition Collodion, 2010[6]
- Chaussures vides/Scarpe vuote, éditions du Dessert de Lune, 2010
- La Huppe de Virginia, aux éditions Jacques Brémond, 2011
- Parfois silence, éditions Le Dessert de Lune, 2011
- Ce rouge qui brillait dans le torrent, Soutine, atelier du Hanneton, 2011
- Carrés, éditions Faï fioc, 2020

Livres d'artistes
- Le paradis de l'oiseleur, édition Poïen, 2012

Romans
- Un été de Reine en Finlande, Fayard, 2000
- L’Apprentissage du détachement, Fayard, 2000
- Un bon Indien est un Indien mort, Fayard, 2002

Récit
- La lézarde et le caillou, récit épistolaire à deux voix avec l'écrivain finlandaise Kristina Haataja, Ed. Gramond-Ritter, 2006

Nouvelles
- Le noir Metternich in revue Bleeker Street, Abordages, Dumerchez, 2005
- Sebald, in revue NUNC, juin 2006
- Fughe, édizioni JOKER, novembre 2006
- Territoire de la folie, I & II, éditions Cousumain, 2008 sur Robert Walser et Louis Soutter, gravures de Valérie Crausaz

Théâtre jeunesse
- Les trois vies de madame Zéfurine, éditions Armand Gatti, 2002
- Nous en sème, éditions du Bonhomme vert, 2006

Littérature jeunesse
- Le Nom du Roi, éditions Grandir, 1997
- Princesse Luna, éditions Grandir, 2004
- Naissance d’un Voyage, édition bilingue, français-arabe, en collaboration avec Raouf Karay, Grandir, 2004
- L’ami de Lumi, conte bilingue franco-finnois chez Grandir, 2005
- Dièse l’Enchanteur, éditions Lirabelle (Lirabelle (éditions)), 2005
- CD avec accompagnement musical de Farshad Soltani, Suites de Bach pour violoncelle, contes écrits pour les enfants et les plus grands, * Lirabelle (éditions), 2007.
- Sur un circuit de course, Bonhomme vert, 2010

Traductions de l'italien
- J'entends des voix de Marco Ercolani et Lucetta Frisa, éditions des États Civils
- Âmes inquiètes, de Marco Ercolani et Lucette Frisa, aux éditions des États Civils

#### Article consacré à Sylvie Durbec
Yann Miralles, « Sylvie Durbec, éclats d’une vie écrite », dans Le français aujourd'hui, vol. 1, n° 192, 2016. p.147-156. 